# نصب سبك خو

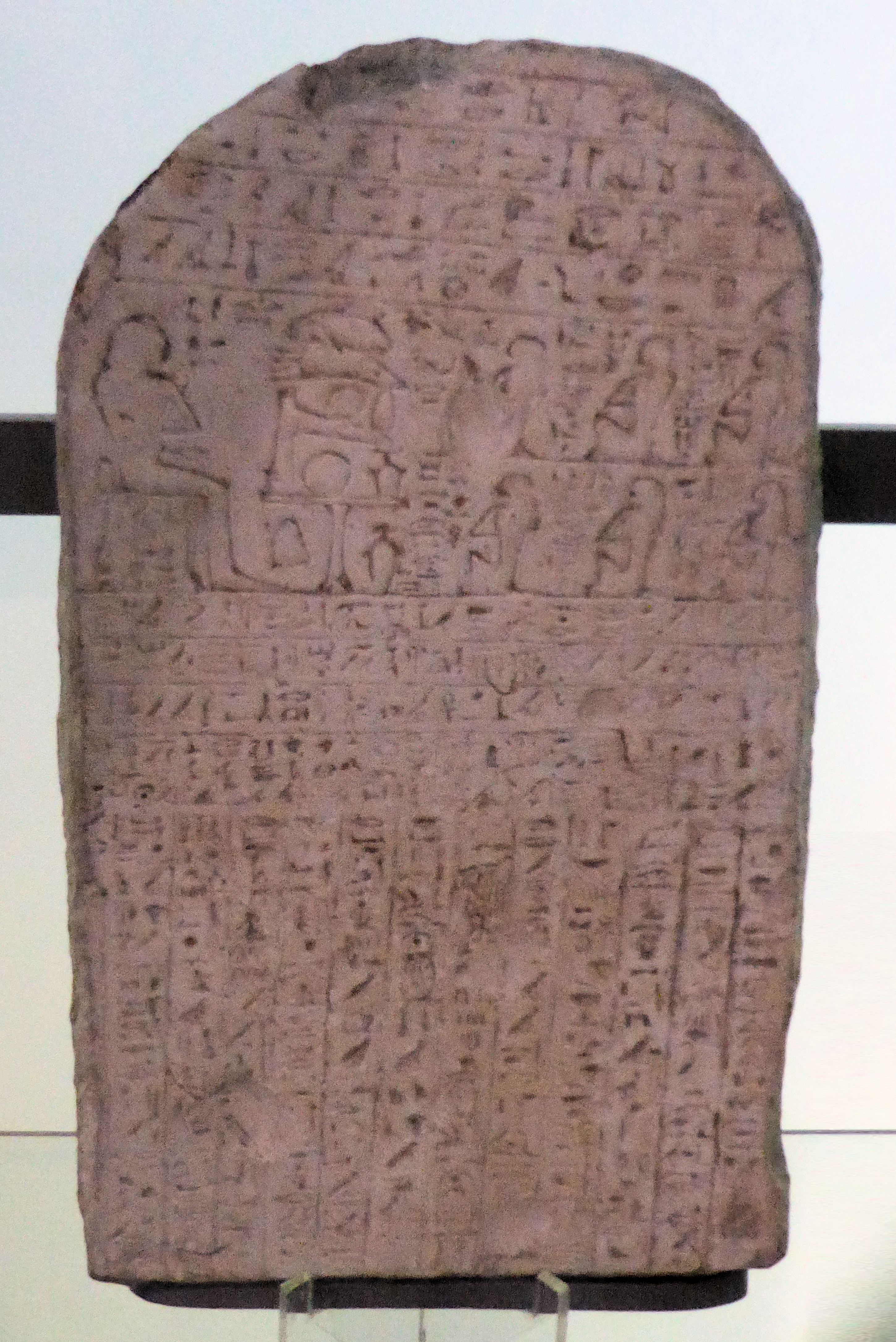
نصب سبك خو

نصب سبك خو، المعروفة أيضًا باسم نصب خو سوبك ، هو نقش على شرف رجل يُدعى سبك خو الذي عاش في عهد سنوسرت الثالث (حكم: 1878 - 1839 قبل الميلاد) اكتشفها جون غارستانج في عام 1901  خارج مقبرة سبك خو في أبيدوس، مصر، وهي موجودة الآن في متحف مانشستر.
يدور النص بشكل كبير حول حياة سبك خو، وهو مهم تاريخيًا لأنه يسجل أول حملة عسكرية مصرية معروفة على كنعان (أو على أي مكان آخر في آسيا). يقول النص: "شرع جلالة الملك في اتجاه الشمال للإطاحة بآسيويين. وصل جلالة الملك إلى بلاد أجنبية كان اسمها سِكمِم (. . . ) وسقطت سِكمِم مع رتنو البائسة"، ويعتقد أن سِكمِم هي شكيم .

## روابط خارجية
لوحة سيبك خو ، أول سجل لحملة مصرية في آسيا (1914)